# Георги Петров (църковен деец)
Вижте пояснителната страница за други личности с името Георги Петров.
Георги Петров Плянгов е български духовник, деец на късното Българско възраждане в Южна Македония.

## Биография
Георги Петров е роден в 1840 година в лъгадинското село Зарово, тогава в Османската империя, днес Никополи, Гърция. В 1871 година е ръкоположен за свещеник от солунския митрополит Неофит Византийски.
Отец Георги е сред най-видните борци за утвърждаване на българската църква и българщината в Солунско. През 1872 година се отказва от Цариградската патриаршия и преминава на страната на Българската екзархия. В същата година Солунската българска община му възлага да събира подписи из българските села в Лъгадинско и Солунско за махзар (прошение) за преминаването им към Екзархията. Тя го изпраща и с мисия в Цариград при Петко Славейков, с когото се познавал лично.
| “ | Солунска-та българска община проважда на Негово Благоговейнство священник отец поп Георгія до селяне-те от Негован, Висока, Сухо, Клисели, Баловца, Лагадина, Кавалари, Харакли, Сарачово, Богородица, Киреч-кюй, Лембет, Ак-Бунар, Дауд-Бал, Ново-Село, Градобор, Тритамо, Сарамурово и Тикилиево с махзаръ-т, който тя е предприела да прогласява за присъединеніе-то свое с Бълг. Екзархия, пригласяюща гы да подпечатят с добра воля, както сами приидохѫ и подпечатихѫ селянете от Зарово, Айватово, Дудулар, Уч-Хайлар, Салманли, Харман-кюй, Шамли-Арапли и Амбарли. Това ся дава казанному отцу господину п. Георгія, за да послужи пред селяне-те от Солунска-та Екзархія, как община-та го е пратила. Солунъ, 1872 г. юний 12. Печат на Солунската българска църковна община Махзар Ный покорны-тѣ жители отъ Българскый-тъ Народъ въ Солунскѫ-тѫ Епархіѭ, находящы ся до сега подъ духовното управлен е на Солунскыя Митрополитъ, прѣданны и вѣрны подданницы на Н. И. Величество, Тышайшій-тъ Нашь Царь и Татко, понеже чреза истекшѫ-тѫ годинѫ ся издаде Высокъ Царскы Ферманъ, който прогласява правда-та на нашій-тъ Народъ и въ който въ 10-ый сы членъ казва: „Гдѣто въобщѣ, има двѣ-тѣ третины, сѫ православны Българе да желаѭтъ да ся съединятъ на Б. Ексархіѭ, ще имъ ся дозволява.” – Имѣющы прочее пълно увѣреніе, че наше-то населеніе въ Епархіѭ-та ны надминува двѣ-тѣ третины, единодушно жаемы присъединеніе-то ѝ на Българскыя Ексархатъ, споредъ издаденый-тъ Царскы Ферманъ, за което (присъединеніе) вѣрноподданническы молимъ В. Высоч. да благоволите да го признаете. Това, като просимъ отъ В. Выс. въ всякакъвъ случай, остаемъ въ Солунъ на 13 февруара 1872 г. 29 печата: на Солунската бълг. църковна община, на Струмишката, на частни лица от Солун, между които и на учителката Неделя Петкова, на общини от села и пр. | ” |
|   | |   |

През 70-те години служи в българския параклис в Сяр.